# Тракслер, Моррис
Мо́ррис Тра́кслер (нем. Morris Trachsler; 15 июля 1984, Цюрих, Швейцария) — швейцарский хоккеист, нападающий. В настоящее время является игроком швейцарского хоккейного клуба «Цюрих».

## Достижения
- Серебряный призёр чемпионата мира (2013) в составе сборной Швейцарии.
- Чемпион Швейцарии (2014) в составе клуба «Цюрих Лайонс».

## Статистика
Последнее обновление: 10 июля 2013 года

### Клубная карьера
```
 --- Regular Season --- ---- Playoffs ----
Season Team Lge GP G A Pts PIM GP G A Pts PIM
--------------------------------------------------------------------------------------
2002-03 GCK Lions NLB 21 1 4 5 10 9 0 1 1 4
2003-04 Zurich Swiss 30 1 1 2 6 13 1 1 2 4
2003-04 GCK Lions NLB 14 5 2 7 22 -- -- -- -- --
2004-05 GCK Lions NLB 6 0 3 3 20 6 2 3 5 4
2004-05 Zurich Swiss 39 0 4 4 14 1 0 0 0 0
2005-06 Geneve Servette Swiss 44 2 5 7 38 -- -- -- -- --
2006-07 Geneve Servette Swiss 44 4 3 7 32 5 0 2 2 0
2007-08 Geneve Servette Swiss 33 2 8 10 30 16 1 2 3 35
2008-09 Geneve Servette Swiss 50 4 7 11 40 4 0 3 3 2
2009-10 Geneve Servette Swiss 46 5 6 11 28 20 4 7 11 18
2010-11 Geneve Servette Swiss 45 6 6 12 20 6 0 2 2 8
2011-12 Geneve Servette Swiss 49 5 12 17 18 -- -- -- -- --
2012-13 Zurich Swiss 46 6 8 14 14 12 0 4 4 10
```

### Международные соревнования
| Год                   | Сборная               | Турнир                | Место                 |    | И | Г | П | О | Штр |
| --------------------- | --------------------- | --------------------- | --------------------- | -- | - | - | - | - | --- |
| 2004                  | Швейцария (мол.)      | МЧМ (до 20)           | 8                     | 6  | 0 | 4 | 4 | 8 |     |
| Всего (юниор. и мол.) | Всего (юниор. и мол.) | Всего (юниор. и мол.) | Всего (юниор. и мол.) | 6  | 0 | 4 | 4 | 8 |     |
| 2010                  | Швейцария             | ЧМ                    | 5                     | 5  | 0 | 0 | 0 | 0 |     |
| 2011                  | Швейцария             | ЧМ                    | 9                     | 6  | 0 | 2 | 2 | 2 |     |
| 2012                  | Швейцария             | ЧМ                    | 11                    | 7  | 1 | 0 | 1 | 2 |     |
| 2013                  | Швейцария             | ЧМ                    |                       | 10 | 0 | 1 | 1 | 4 |     |
| Всего (осн. сборная)  | Всего (осн. сборная)  | Всего (осн. сборная)  | Всего (осн. сборная)  | 28 | 1 | 3 | 4 | 8 |     |